# 埃米尔·德兰·津苏
埃米尔·德兰·津苏（法語：Émile Derlin Zinsou，1918年3月23日—2016年7月28日
），是貝南政治人物，曾經在1968年7月17日到1969年12月10日獲得軍事政權的支持，成為達荷美共和國總統。津苏出生在威達，在1955年至1958年期間還擔任了法國參議院議員。他曾經在1962年至1963年擔任貝南外交部部長，1965年到1967年再度重新擔任。根據一些資料表示，他曾經反對1972年至1990年期間統治貝南的馬蒂厄·克雷庫其所推行的馬克思主義政策。2000年7月12日時，津苏則前往多哥以簽署成立非洲聯盟之條約。

## 外部連結
- French senate: Émile Derlin Zinsou （页面存档备份，存于）

1. ↑  Staff. . Le Figaro. 29 July 2016  [2016-07-29]. （原始内容存档于2016-07-30）.
2. ↑  . Africanews. 29 July 2016  [2016-07-29]. （原始内容存档于2017-04-30）.
3. ↑  Staff. . Radio France Internationale. 29 July 2016  [2016-07-29]. （原始内容存档于2019-08-12） （法语）.